# Loxocarya albipes
Loxocarya albipes là một loài thực vật có hoa trong họ Restionaceae. Loài này được Pate & Meney mô tả khoa học đầu tiên năm 1996.